# Николай Миклухо-Маклай
Николай Николаевич Миклухо-Маклай е руски етнограф, антрополог, биолог и пътешественик-изследовател, изучавал коренното население на Югоизточна Азия, Австралия и Океания, в това число папуасите на североизточния бряг на Нова Гвинея.

## Ранни години (1846 – 1870)
Роден е на 5 юли 1846 година в село Язиково-Рождественское, Новгородска губерния, в семейство на железопътен инженер. През 1858 г. семейството му се премества в Санкт Петербург и Миклухо-Маклай продължава обучението си във Втора Петербургска гимназия. След като завършва гимназия през 1863, продължава обучението си във Физико-математическия факултет на Петербургския университет. На следващата година заради участие в студентски протести му е забранено да учи във всички руски университети и той е принуден да замине за Германия. Там се записва в Хайделбергския университет (1864) специалност философия, а след това изучава медицина в университетите в Лайпциг (1865) и Йена (1866 – 1868). Под ръководството на професор Ернст Хекел, на когото е асистент, се занимава с изучаване на сравнителна анатомия на животните.
В качеството си на асистент на Ернст Хекел, в периода 1866 – 1868 г., Миклухо-Маклай посещава Канарските острови, островите Мадейра, Скандинавския п-ов, Сицилия и Мароко. През 1868 завършва образованието си и от март до май 1869 посещава Червено море и Мала Азия за изследване на низшите морски животни и същата година се завръща в Русия.

## Експедиционно-полева дейност (1870 – 1883)
От тясната си специалност анатомия Миклухо-Маклай постепенно преминава към по-общите въпроси на естествознанието – антропология, етнография, география. Достига до извода за влиянието на природната и социалната среда за формирането на културни и расови признаци у народите в различните части на света.
През 1870 г. на кораба „Витяз“, под командването на Павел Николаевич Назимов, за доказване на своите твърдения и по молба на Руското географско дружество, се отправя в първото от множеството си пътешествия към Нова Гвинея. От 20 септември 1871 до 19 декември 1872 изследва бита, обичаите и религиозните обреди на папуасите, населяващи североизточния бряг на Нова Гвинея, източно от залива Астролабия (5°15′ ю. ш. 146°00′ и. д. / 5.25° ю. ш. 146° и. д.). По-късно брегът, на който пребивава Миклухо-Маклай, е наименуван на негово име. По време на пребиваването си там с голямо търпение Маклай спечелва любовта и доверието на местното население.
През 1873 – 1874 г. със същата цел обхожда Молукските, Зондските и Филипинските острови. През втората половина на 1874 посещава югозападното крайбрежие на Нова Гвинея, а през 1875 обхожда Малайския архипелаг и полуостров Малака.
През 1876 – 1877 г. извършва пътешествие в Западна Микронезия и Северна Меланезия, като посещава островите Палау, остров Яп и Адмиралтейските о-ви. От 27 юни 1876 до 10 ноември 1877 за втори път посещава Брега Маклай и е особено щастлив да се срещне със своите приятели-папуаси, които го посрещат възторжено. На основание на своите наблюдения Миклухо-Маклай стига до извода за видовото единство и родство на човешките раси, като разрушава антинаучните представи за съществуващите „низши“ и „висши“ раси.
Поради първите признаци на анемия и общо изтощение на организма Миклухо-Маклай е принуден да прекрати своевременно посещението си на острова и заминава за Сингапур на лечение, където остава повече от половин година. Недостигът на финансови средства не му позволява да се върне в Русия и през 1878 е принуден да отиде в Сидни, Австралия, където се заселва в къщата на руския консул. След това известно време живее в сградата на Английския клуб, а накрая в дома на известния и влиятелен обществен деятел и учен-зоолог Уилям Маклей. Със съдействието на последния Миклухо-Маклай създава първата в Австралия морска биологична станция, недалеко от Сидни, където през 1881 се преселва да живее и която става негов постоянен дом до края на живота му.
От 1878 до 1882 г. пътува из Югоизточна Австралия. През 1879 извършва пътешествие в Меланезия по маршрута Нова Каледония – Новохебридските о-ви – о-вите Банкс – Адмиралтейските о-ви – о-вите Тробриан – Соломоновите о-ви. През 1880 и 1881 посещава югоизточното крайбрежие на Нова Гвинея с наказателна английска експедиция и благодарение на неговата намеса командирът на кораба се отказва от изгаряне на папуаското село и поголовното избиване на жителите му.
След поредното си завръщане в Австралия Миклухо-Маклай разгръща усилена агитация срещу търговията с роби в Океания. През 1882 през Суецкия канал се завръща в Русия, като по пътя извършва пътешествие в Европа, където прокламира своите идеи за равенство между расите. По време на пребиваването си в Русия се среща с император Александър III и му предлага да се създаде морска станция и руско селище в Нова Гвинея на Брега Маклай, а също и програма за икономически и социални преобразувания в живота на островитяните. Плановете му биват отхвърлени като утопични, но успява да погаси дълговете си и да финансира нова експедиция.

## Последни години (1883 – 1888)
През 1883 г. Миклухо-Маклай заминава за Австралия. В Батавия среща руския кораб „Скобелев“ (новото име на „Витяз“ с капитан Вадим Василиевич Благодарев) и не може да устои на изкушението да посети своите приятели в Нова Гвинея и от март до юни 1883 им гостува за последен път.
От 1883 до февруари 1886 живее в Югоизточна Австралия в основаната от него биологична станция, където през 1884 се жени за Маргарита, дъщеря на крупен австралийски земевладелец и политически деятел.
През 1886 г. Миклухо-Маклай, заедно със семейството си, се връща в Русия и отново предлага на императора „Проекта Бряг Маклай“, като противодействие на германската анексия на острова, но проектът му отново е отхвърлен.
Два пъти, през 1886 и 1887, посещава родното място на майка си град Малин, Житомирска област в Украйна. Там изучава бита, обичаите и традициите на местното население. Интересува се от произхода на града и неговата история. В околните села изучава антропологичния строеж на местните жители.
Междувременно болестта му прогресира и все по често прекарва времето си в леглото. Умира на 2 април 1888 година в Санкт Петербург. Жена му и децата му след неговата смърт се връщат в Русия и в знак на високите заслуги на Миклухо-Маклай до 1917 г. получават руска пенсия, която лично се изплаща от Александър III, а след това от Николай II.

## Памет
Неговото име носят:
- Географски обекти:
  - Бряг Маклай, на североизточното крайбрежие на Нова Гвинея;
  - връх Миклухо-Маклай, в североизточната част на Нова Гвинея;
  - залив Миклухо-Маклай (66°45′ ю. ш. 118°00′ и. д. / 66.75° ю. ш. 118° и. д.), в Антарктида, Брега Сабрина;
  - подводен връх Миклухо-Маклай в Тихия океан;
  - река Миклухо-Маклай, в североизточната част на Нова Гвинея, вливаща се в Новогвинейско море.

- Други:
  - институт по етнография „Миклухо-Маклай“ в Русия;
  - институт по етнология и антропология „Миклухо-Маклай“ при Руската академия на науките;
  - паметници в Малин, Окуловка (Новгородска област), Севастопол и Сидни (Австралия);
  - улици „Миклухо-Маклай“ в Москва, Русия и Маданг (Папуа-Нова Гвинея).

## Галерия
- Бюст в Севастопол
- Бюст в Сидни

## Съчинения
- Собрание сочинений в 6 томах: Т. 1. Путешествия 1870 – 1874 гг. Дневники, путевые заметки, отчеты. – М.: Наука, 1990.

Т. 2. Путешествия 1874 – 1887 г. Дневники, путевые заметки, отчеты. – М.: Наука, 1993.
Т. 3. Статьи и материалы по антропологии и этнографии народов Океании. – М.: Наука, 1993.
Т. 4. Статьи и материалы по антропологии и этнографии Юго-Восточной Азии и Австралии. Статьи по естественным наукам. – М.: Наука, 1994.
Т. 5. Письма. Документы и материалы. – М.: Наука, 1996.
Т. 6. Ч. 1 Этнографические коллекции. Рисунки. – М.: Наука, 1999.
Т. 6. Ч. 2 Указатели. – М.: Наука, 1999.